# 易洛魁鎮區 (印地安納州牛頓縣)
易洛魁鎮區是美國印地安納州牛頓縣的10個鎮區之一。截至2010年美國人口普查，其人口為1358，共553住房。

## 歷史
易洛魁鎮區於1976年在國家史蹟名錄中被列出。

## 地理
根據2010年美國人口普查，該鎮的總面積為36.8平方英里（95平方），其中土地面積36.71平方英里（95.1平方），水域面積為0.09平方英里（0.23平方）。

## 外部連結
- Indiana Township Association （页面存档备份，存于）
- United Township Association of Indiana （页面存档备份，存于）
- City-Data.com page for Iroquois Township （页面存档备份，存于）